# Ødegården Verk
Ødegården Verk est une série de mines et carrières à puits principalement d'apatite situées sur la municipalité de Bamble en Norvège.
À son apogée, Ødegården Verk était l'une des plus grandes mines d'apatite du pays, exploitant jusqu'à 10 000 tonnes métriques de minerai par an, et certaines sources estiment sa main-d'œuvre opérationnelle de pointe à plus de 800 hommes.

## Histoire
Les mines d'Østgruven et Vestgruven qui deviendront Ødegården Verk commencent à être exploitées en 1872 par la Compagnie française des mines de Bamble qui était à l'époque la plus grande entreprise minière privée de Norvège. Auguste Daux en est alors le directeur avant d'être remplacé en 1877 par Charles Antoine Delgobe (no) qui sera à la tête de l'exploitation jusqu'en 1886,.
Le déclin du site commence en 1885, les effectifs tombent alors à 86 employés, 300 étant licenciés mais la production reste insuffisamment rentable. Les activités minières sont suspendues au début des années 1890 et le site vendu à des créanciers norvégiens. Il est alors fusionné aux mines Vestgruven de Johan Dahll pour former un consortium (1910). La production reprend et connait de fortes demandes lors de la Première Guerre mondiale avant de faire faillite en 1920. La fermeture définitive a lieu en 1926.
En 1941, avec la Seconde Guerre mondiale et pour faire face aux demandes, Adam Petterson achète la mine et rétablit les opérations minières. Il referme le site en 1945 à la fin des hostilités.
De 1989 à 1992, la Norwegian Geological Survey (en) y mène des études sur les exploitations minières et y envisage la possibilité d'utiliser la scapolite ainsi que d'autres éléments qui y sont découverts, une veine importante demeurant. Le projet est finalement abandonné.

## Galerie

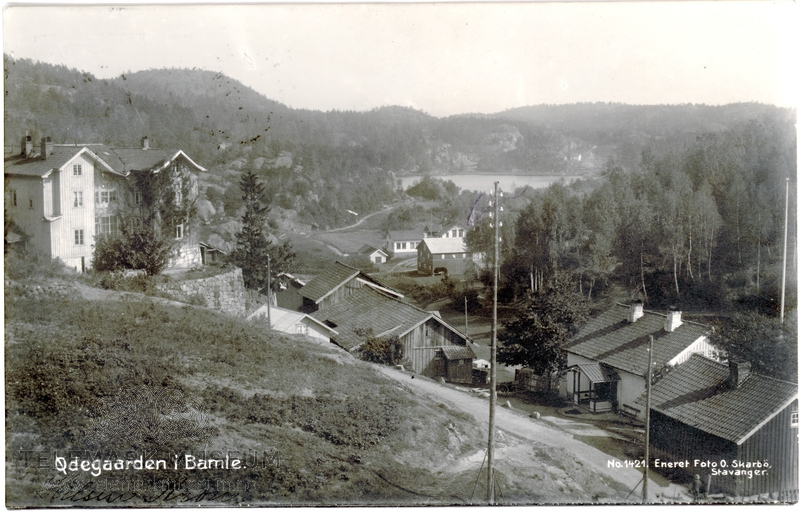
Site d'Ødegården à Bamble
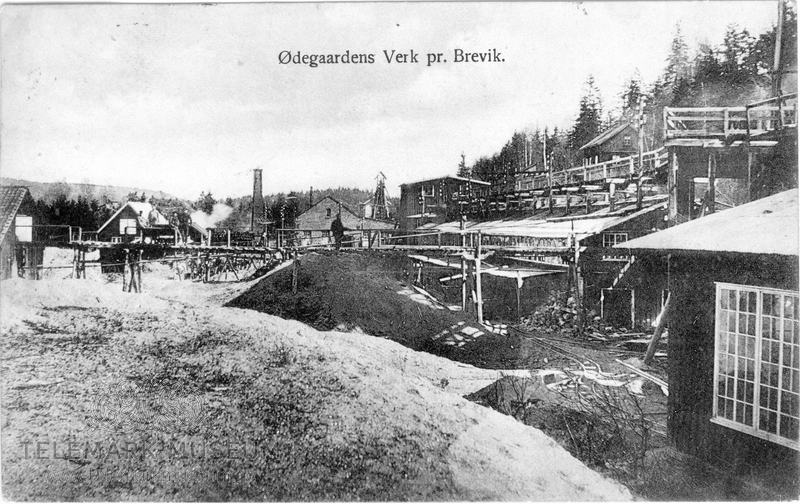
Installations minières d'Ødegården
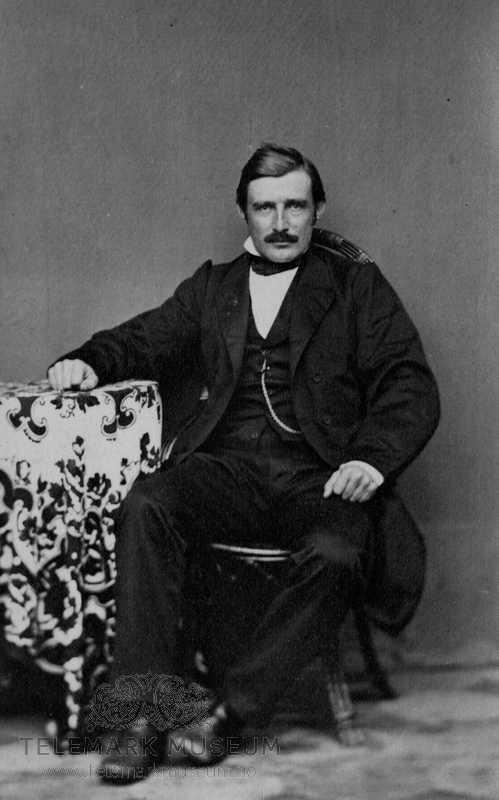
Photographie de Tellef Dahll (en), un des exploitants
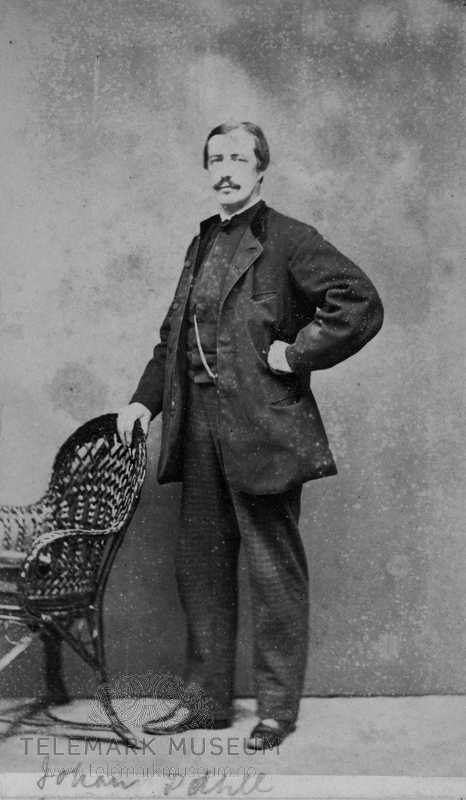
Photographie de Johan Martin Dahll, frère de Tellef et copropriétaire de la firme Johan Dall